# Tridenchthonius parvidentatus
Tridenchthonius parvidentatus är en spindeldjursart som först beskrevs av Luigi Balzan 1887.  Tridenchthonius parvidentatus ingår i släktet Tridenchthonius och familjen Tridenchthoniidae. Inga underarter finns listade i Catalogue of Life.